# Jean-Marie Louis
Jean-Marie Louis (24 juni 1986) is een Belgische atleet, die gespecialiseerd is in de sprint. Hij werd tweemaal Belgisch kampioen.

## Loopbaan
Jean-Marie Louis, wiens moeder Jamaicaanse is, begon pas op zijn zeventiende met atletiek. Onder leiding van Roger Lespagnard scherpte hij in 2008 zijn persoonlijk record op de 100 m tot 10,48 s. Het jaar nadien werd hij voor het eerst Belgisch kampioen op de 100 m.
Louis begon bij FC Luik en stapte over naar Cercle Athlétique Brabant-Wallon (CABW).

## Belgische kampioenschappen
Outdoor
| Onderdeel | Jaar       |
| --------- | ---------- |
| 100 m     | 2009, 2017 |

## Persoonlijke records
Outdoor
| Onderdeel | Prestatie | Wind     | Datum        | Plaats    |
| --------- | --------- | -------- | ------------ | --------- |
| 100 m     | 10,48 s   | +1,4 m/s | 28 juni 2008 | Nijvel    |
| 200 m     | 21,11 s   | +1,6 m/s | 11 juni 2008 | Kessel-Lo |

Indoor
| Onderdeel | Prestatie | Datum           | Plaats |
| --------- | --------- | --------------- | ------ |
| 60 m      | 6,84 s    | 28 januari 2017 | Gent   |

## Palmares

### 60 m
- 2013:  BK AC indoor – 6,93 s
- 2015:  BK AC indoor – 6,85 s
- 2017:  BK AC indoor – 6,81 s

### 100 m
- 2008:  BK AC – 10,54 s
- 2009:  BK AC – 10,63 s
- 2011:  BK AC – 10,82 s
- 2015:  BK AC – 10,77 s
- 2017:  BK AC – 10,66 s
- 2018:  BK AC – 10,53 s

### 200 m
- 2008:  BK AC – 21,42 s